# Référendum névicien de 1977
Un référendum d'autodétermination a lieu le 18 août 1977 à Niévès concernant son indépendance vis-à-vis de la colonie de Saint-Christophe-et-Niévès.
Déjà en 1971, le territoire d'Anguilla s'était retiré unilatéralement de l'État associé Saint-Christophe-Niévès-Anguilla. La consultation est limitée à la seule île de Niévès mais elle n'est pas officiellement reconnu par le gouvernement.
Ce ne sera qu'en 1983 au moment de l'indépendance que la constitution prévoit alors le droit unilatéral de Niévès à quitter la fédération, article utilisé lors du second référendum de 1998.

## Résultats
| Pour                 | 4 193 | 99,66 |  |  |  |  |  |  |
| Contre               | 14    | 0,34  |  |  |  |  |  |  |
|                      |       |       |  |  |  |  |  |  |
| Votes valides        | 4 207 | 99,69 |  |  |  |  |  |  |
| Votes blancs ou nuls | 13    | 0,31  |  |  |  |  |  |  |
| Total                | 4 220 | 100   |  |  |  |  |  |  |